# بورچ‌ملا
بورچ‌ملا (روسی: Брич-Мулла́) یک روستا در شمال شرق ولایت تاشکند، ازبکستان است. این روستا در ۱۲۰ کیلومتری تاشکند واقع شده‌است.